# Cetonia carthami
Cetonia carthami – gatunek chrząszcza z rodziny poświętnikowatych i podrodziny kruszczycowatych.